# Whitsunday Region
Whitsunday Region är en kommun i Australien. Den ligger i delstaten Queensland, omkring 910 kilometer nordväst om delstatshuvudstaden Brisbane. Antalet invånare var 33 778 vid folkräkningen 2016. Arean är 23 861 kvadratkilometer.
Följande samhällen finns i Whitsunday:
- Bowen
- Red Hill
- Proserpine
- Airlie Beach
- Strathdickie
- Windermere